# Sinfonia concertante per oboe, clarinetto, corno, fagotto e orchestra
La sinfonia concertante per oboe, clarinetto, corno, fagotto e orchestra K 297B in Mi bemolle maggiore è una composizione scritta da Wolfgang Amadeus Mozart nel 1778 durante il terzo soggiorno parigino del musicista. L'autografo è perduto e la fonte attraverso cui è pervenuta consiste in diverse copie manoscritte spurie.

## Storia
Una lettera indirizzata da Parigi al padre Leopold e datata 1º maggio 1778 contiene l'informazione che il compositore aveva terminato un brano, scritto fra il 5 e 20 aprile, commissionatogli dall'impresario Joseph Legros che da meno di un anno era direttore dei Concert Spirituel del Palais des Tuileries di Parigi e che aveva consegnato il manoscritto il 27 aprile allo stesso Legros. Si trattava di una sinfonia concertante per flauto, oboe, fagotto e corno, con un'orchestra composta da due oboi, due corni e archi richiesto espressamente a Mozart, tramite Legros, da quattro solisti che provenivano dalla celebre orchestra di Mannheim; i musicisti erano il flautista Wendling, l'oboista Ramm, il fagottista Ritter e il cornista Stich.
Lo stile concertante stava imponendosi in Europa partendo proprio da Mannheim, mediato dall'influsso parigino. La sinfonia concertante era un tipo di sinfonia nella quale un gruppo di strumenti solisti ("concertino") dialogava in alcuni passaggi con il resto dell'orchestra.
La versione originale della Sinfonia concertante in Mi bemolle maggiore era stata scritta per flauto, oboe, fagotto e corno ed è andata perduta. La composizione non fu eseguita durante i concerti di Legros; venne annullata per cause a noi sconosciute. Mozart non si ricordò di fare una copia della partitura autografa da tenere per sé stesso e non ebbe indietro il manoscritto; non sappiamo se sia riuscito, così come disse al padre in una lettera del 3 ottobre 1778, a riscrivere a memoria la partitura. Ci è invece pervenuta una versione di un manoscritto non autografo, scoperto quasi un secolo dopo e che reca un organico diverso, con il clarinetto solista anziché il flauto, e ciò ha fatto nascere alcuni dubbi sull'attribuzione della sinfonia a Mozart. L'analisi stilistica sembra però rivelare la mano del compositore, benché sia stata avanzata l'ipotesi, anche sulla base della differenza tra l'organico descritto da Mozart nella lettera al padre e quello del manoscritto, che alcune parti siano state riscritte; d'altronde è da considerare che gli adattamenti, e anche la sostituzione di uno strumento con un altro, erano assai frequenti all'epoca. L'ipotesi però non è mai stata avvalorata in quanto gli unici testimoni manoscritti, per altro tutti apocrifi e maneggiati più volte, sono soltanto riemersi alla luce verso la fine del diciannovesimo secolo. Nessuno però ha mai messo realmente in dubbio l'attribuzione a Mozart di questa sinfonia, anche perché lo stile, l'invenzione tematica e il gioco timbrico degli strumenti appartengono all'arte del musicista salisburghese.

## Analisi
La versione a noi pervenuta, con il clarinetto, sembrerebbe essere un omaggio alle preferenze musicali parigine che Mozart aveva riscontrato nel suo soggiorno in Francia e che propendevano per scelte eleganti e mondane nello stile musicale, dove l'orchestra era in secondo piano rispetto ai giochi raffinati degli strumenti solisti.
Il primo movimento, Allegro, molto ampio e nella luminosa tonalità di Mi bemolle maggiore, vede uno svolgimento brillante dell'orchestra che espone i temi principali; i quattro solisti ripropongono i vari temi e li sviluppano con grande grazia melodica accompagnati semplicemente dall'orchestra; dopo lo sviluppo e la ripresa, l'oboe, il clarinetto, il fagotto e il corno portano a conclusione il movimento con una cadenza spigliata ed elegante.
L'Adagio, maestoso e dolce, vede i solisti e l'orchestra intessere un dialogo contrappuntistico; nella linea melodica, molto cantabile, del clarinetto e del fagotto si possono già riscontrare aspetti tipici che saranno presenti nel Flauto magico.
Per l'ultimo movimento, Andantino con variazioni, Mozart adotta la forma, cara al pubblico parigino, del tema con variazioni. Le dieci variazioni, separate dai ritornelli dell'orchestra, consentono ai singoli strumenti di mettersi in luce in una pagina spensierata e ricca di morbidi e caldi colori timbrici. L'ultima variazione è seguita da un solenne adagio di sei battute e la sinfonia termina con una brillante coda in allegro.